# Juraj Babjak
Juraj Babjak (* 31. prosinec 1953, Lučenec) byl v letech 2000 až 2007 soudcem Ústavního soudu Slovenské republiky v Košicích. Před nástupem na Ústavní soud působil jako soudce u Krajského soudu v Banské Bystrici, kam se po uplynutí funkčního období ústavního soudce vrátil. Specializuje se na trestní právo. Patří ke kritikům poměrů v justici a je signatářem výzvy Pět vět, která vyjádřila znepokojení nad popíráním práva na svobodu projevu a názoru v slovenském soudnictví. Jeho manželkou je soudkyně Krajského soudu v Košicích a členka Soudní rady SR Ľudmila Babjaková. V roce 2009 oba dostali ocenění Biela vrana, které uděluje Aliancia Fair-play a VIA IURIS. Publikuje na webovém portálu Otevřené právo.